# Стрільцівський степ
«Стрільці́вський степ» — відділення Луганського природного заповіднику. Знаходиться біля села Криничне Великоцької сільради на території Міловського району Луганської області. Площа 1036,5 га. Заснований як заповідник у 1948 році для збереження решток Старобільських різнотравно-типчаково-ковилових степів та дикої степової фауни. «Стрільцівський степ» — цінна пам'ятка природи, де протягом ряду років ведуться стаціонарні дослідження степової рослинності (динаміка, продуктивність, хімічні і екологічні взаємини між рослинами та ін.). Степ є також базою, де студенти проходять виробничу і переддипломну практику.

## Історія
У 1923 р. згідно з клопотанням директорів Старобільських кінних заводів та за підтримки професора Віктора Аверіна ділянку Стрільцівського степу площею 494 га в околицях с. Криничне було оголошено заказником місцевого значення. Метою створення заказника було збереження популяції бабака степового. У березні 1947 р. заказнику був наданий статус республіканського.
В 1961 р. ділянку було передано до складу Українського державного степового заповідника АН УРСР (Донецька область), а в 1968 р. вона разом із Станично-Луганським відділенням увійшла до складу новоствореного Луганського державного заповідника АН УРСР. У 2004 р. територія відділення була розширена на 514,45 га за рахунок земель запасу, що знаходилися у віданні Великоцької та Стрільцівської сільських рад та населеного пункту Криничне. Сьогодні площа заповідної ділянки становить 1036,52 га.

## Геологія і клімат

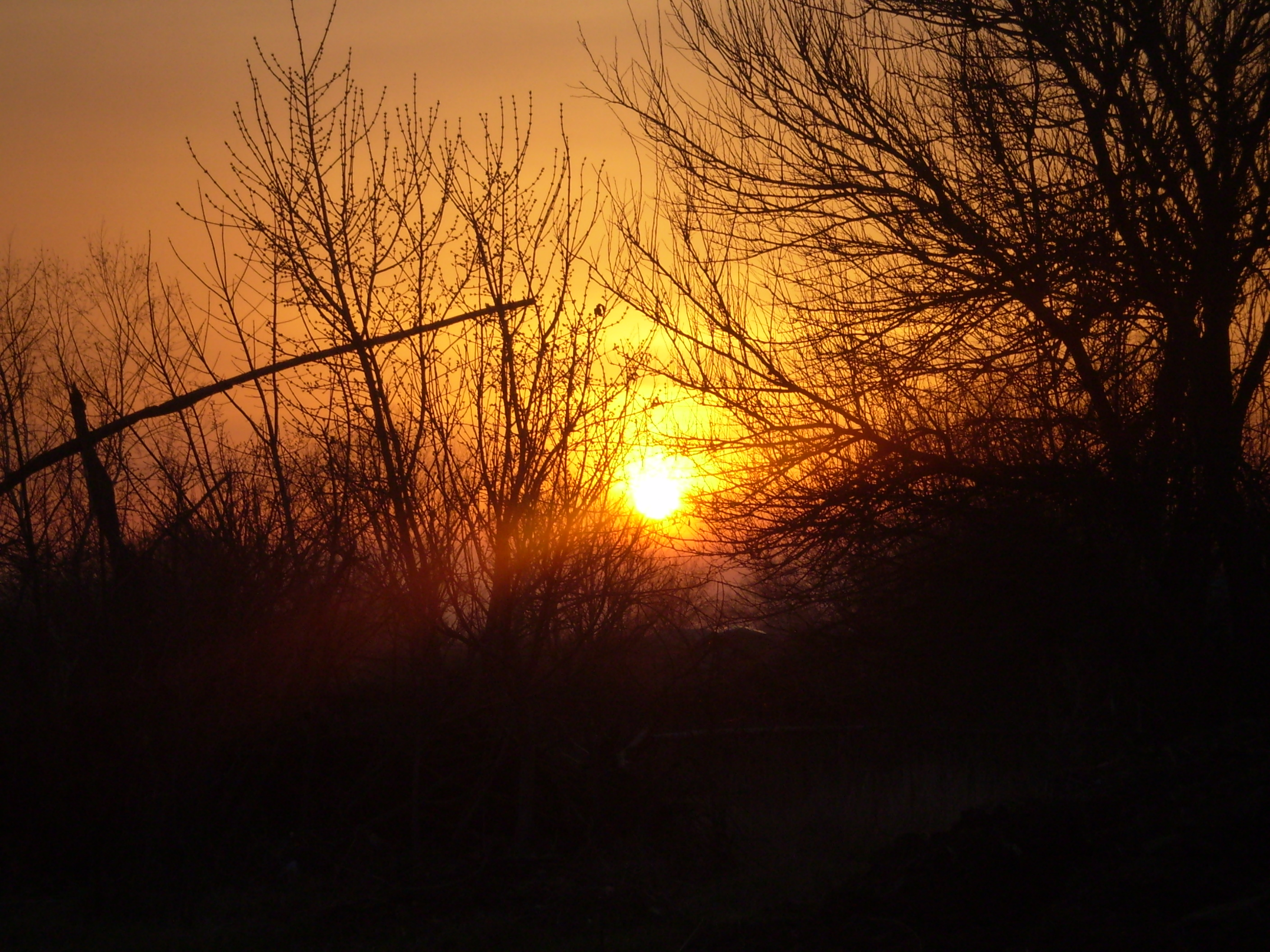
Захід сонця в Стрільцівському степу поблизу села Великоцьк

Згідно з фізико-географічним районуванням України, «Стрільцівський степ» розміщений у Придонецькому районі Айдарської підобласті Старобільської схилово-височинної області і характеризується північностеповими ландшафтами, де поєднуються вододільно-хвилясті, яристо-балкові, надзаплавно-терасові і заплавні місцевості.
У ґрунтовому покриві переважають звичайні чорноземи із вмістом гумусу від 5 до 7 %.
Клімат тут континентальний: середньорічна температура повітря становить +7°С, у найхолодніший місяць (січень) середня температура становить −9°С, у найтепліші місяці (червень, липень) — +20°С, максимальна — +34°С. Зима холодна, з неглибоким сніговим покривом (10-20 см). Весна тривала, прохолодна, з частими заморозками. Літо сухе й жарке. Температура вища за +10°С триває 160—175 днів. Наприкінці весни і влітку часто бувають суховії. Середньорічна кількість опадів становить 380—400 мм, у посушливі роки — 250—300 мм. ландшафти заповідної території на 100 % складаються зі степів.

## Флора
Флора налічує 673 види судинних рослин, 25 видів мохоподібних, 78 зелених водоростей, а також тут виявлено 150 видів грибів. Переважають злаки: ковили, костриці, стоколоси, тонконоги. Росте до 200 видів кормових рослин, близько 50 ефіроолійних, понад 60 видів лікарських, дуже багато декоративних — гвоздики, дзвоники, ковили, незабудки, конюшини, чина, шавлії, мигдаль степовий, брандушка різноколірна та ін. Тут зареєстровано 107 ендемічних видів рослин: гвоздика рівнинна, еремогона довголиста, смілка дніпровська, гірчак новоасканійський, кермек перетинчастий, фіалка двозначна, дворядник крейдяний, перстач пісковий, шипшина яблуневидна, ферульник камеденосний, льонок азовський і ін. Із «червонокнижних» видів, яких тут нараховується 25 видів, зростають: печериця таблитчаста, пирій ковилолистий, ковила шорстка, дніпровська, пухнастолиста, відокремлена, найкрасивіша, Лессінга, пірчаста, вузьколиста, українська, Залеського, тюльпан змієлистий та ін.

## Фауна

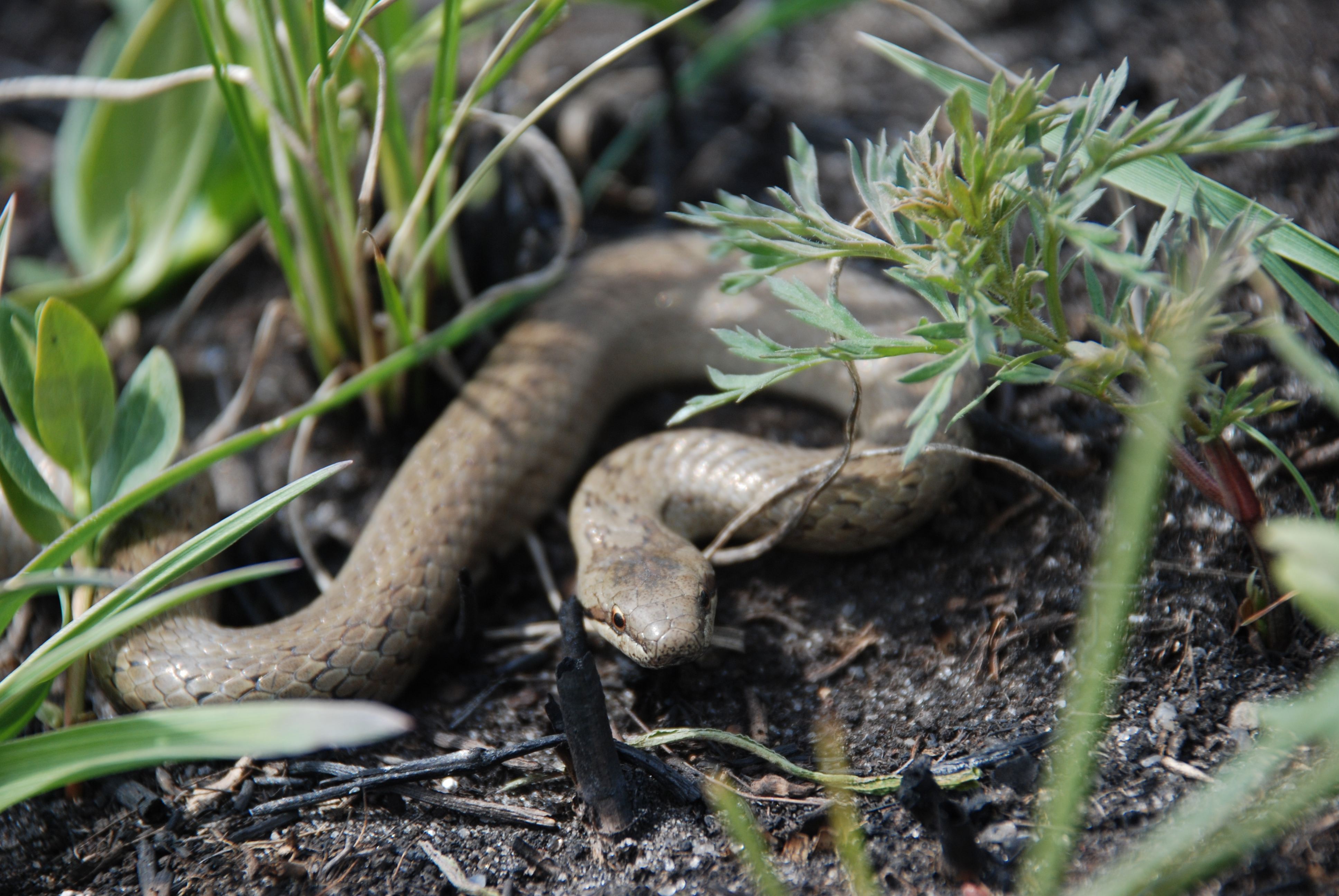
Мідянка звичайна на території заповідника

У межах цього заповідного об'єкту зареєстровано 47 видів ссавців, 190 — птахів, 7 — плазунів, 6 видів земноводних. Із безхребетних найбільшим різноманіттям відрізняються комахи — їх тут відмічено близько 1100 видів.
До Європейського червоного списку віднесено 13 видів тварин, до Червоної книги України — 62 види, до Додатку ІІ Бернської конвенції — 156 видів. Із «червонокнижних» у заповіднику мешкають такі види тварин, як мишівка темна та мишівка донська, тушкан великий, їжак вухатий, тхір степовий, полоз чотирисмугий,вівсянка чорноголова, дрофа, казарка червоновола , а також багато видів рідкісних комах.
Особливої уваги заслуговує бабак степовий. Колись він мешкав майже на всіх рівнинах Європи. Нині його популяція на сході України налічує лише кілька тисяч особин. Чисельність виду скоротилася через розорювання земель і надмірне добування мисливцями. З бабаком пов'язана екологія багатьох тварин степу: в його норах оселяється їжак вухатий, влаштовує виводкові гнізда огар, знаходить сховище гадюка степова.
У заповідному степу досить різноманітний світ пернатих. Навесні тут багато різних видів жайворонків. У заростях кущів трапляються перепілки, куріпки, фазани, пастушки, деркачі. На відкритих місцях можна побачити лежня, чайку, сивку золотисту, кроншнепа великого. Через малі розміри заповідного степу у ньому не можуть селитися такі види, як дрофа, хохітва, журавель степовий, втім вони з'являються тут під час перельотів. Із хижих птахів у степу є звичайними луні, боривітер звичайний, кібчик, канюк звичайний, шуліка чорний, осоїд та ін. Під час перельоту на деякий час тут затримуються беркут, могильник, орлан-білохвіст, змієїд.

## Галерея

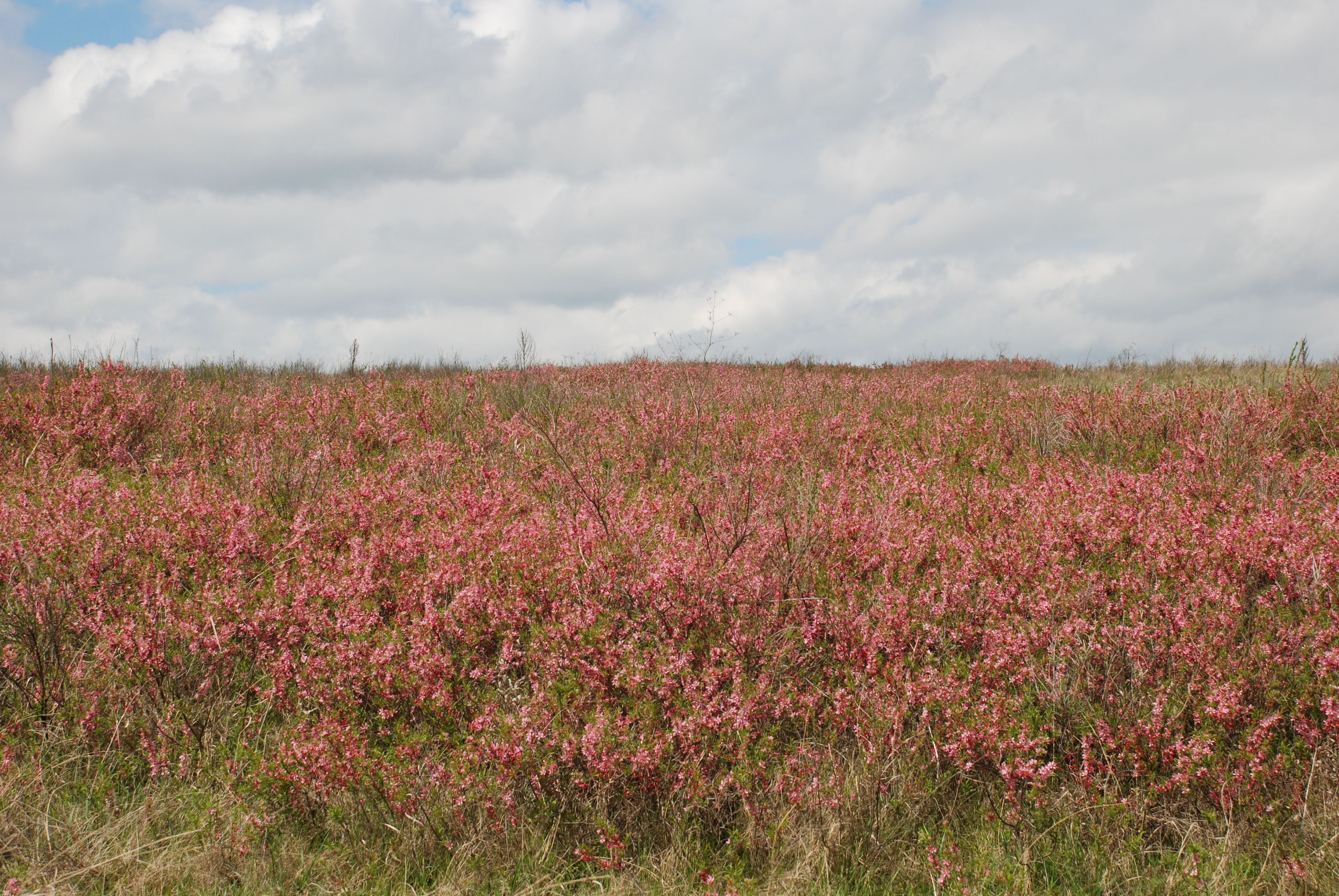
Мигдаль степовий
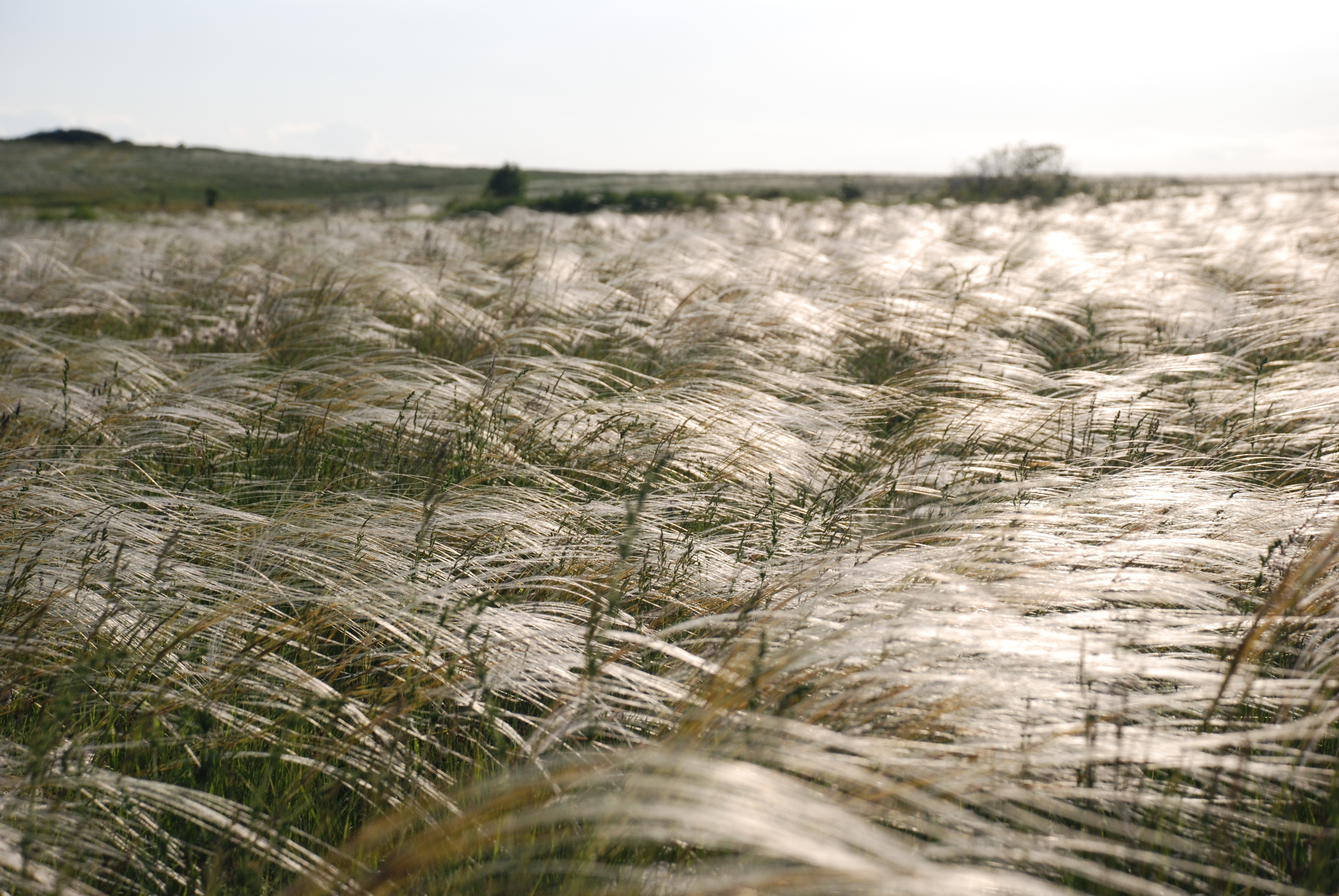
Ковила
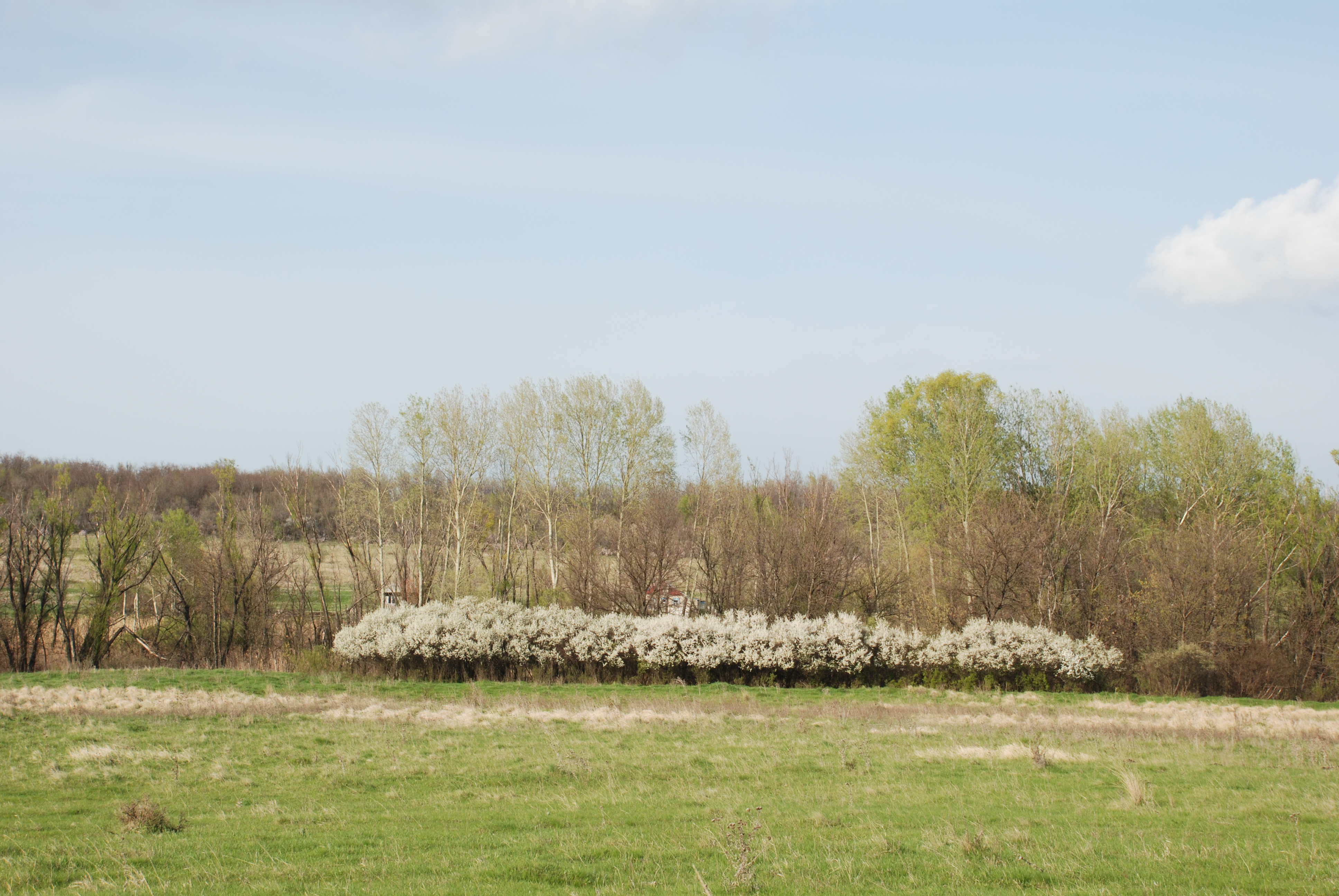
Вид на заплаву річки Черепаха